# Walton (Somerset)
Walton – wieś w Anglii, w hrabstwie Somerset, w dystrykcie (unitary authority) Somerset. Leży 39 km na południe od miasta Bristol i 189 km na zachód od Londynu. W 2001 miejscowość liczyła 1170 mieszkańców.